# Tuyamaella angulistipa
Tuyamaella angulistipa là một loài Rêu trong họ Lejeuneaceae. Loài này được (Stephani) R.M. Schust. & Kachroo miêu tả khoa học đầu tiên năm 1961.